# Jones Day
Jones Day è uno studio legale internazionale statunitense, tra i principali del Paese, con sede a Cleveland, e 31 uffici in Nord America, Europa, America Latina, Medio Oriente, e Asia-Pacifico.

## Storia
Jones Day fu fondato nel 1893 come Blandin & Rice dai soci Edwin J. Blandin e William Lowe Rice, a Cleveland, Ohio. In seguito all'ingresso nell'azienda dell'avvocato Frank Ginn, nel 1899, il nome mutò in Blandin, Rice & Ginn, e quindi in Blandin, Hogsett & Ginn, in seguito alla morte per omicidio di Rice nell'agosto 1910 ed all'ingresso del socio Thomas H. Hogsett due anni più tardi. Un anno dopo il pensionamento di Edwin Blandin e l'aggiunta dei soci Sheldon H. Tolles e John C. Morley Tolles, la denominazione divenne Hogsett, Ginn & Morley, e in occasione del pensionamento di Morley, nel 1928, la società adottò il nome di Tolles, Hogsett & Ginn.
Nei suoi primi anni, l'azienda era nota per rappresentare le principali industrie nell'area di Cleveland, tra cui Standard Oil e numerose società ferroviarie e di servizi pubblici.
Nel novembre 1938, l'allora amministratore delegato Thomas Jones guidò la fusione di Tolles, Hogsett & Ginn con la società Day, Young, Veach & LeFever, focalizzata sul contenzioso, per creare Jones, Day, Cockley & Reavis. La fusione entrò in vigore il 1º gennaio 1939. L'ufficio aperto a Washington nel 1946 divenne pertanto il primo dello studio fuori dall'Ohio. Nel 1967, l'azienda si fuse con lo studio Pogue & Neal della capitale statunitense, per diventare Jones, Day, Reavis & Pogue. L'espansione internazionale iniziò invece nel 1986, quando lo studio si fuse con Surrey & Morse, uno studio di 75 avvocati ed uffici a New York, Parigi, Londra e Washington. Negli anni seguenti, lo studio si è esteso sino ad arrivare a Hong Kong, Bruxelles, Tokyo, Taipei e Francoforte.
Jones Day è, al 2019, il quinto studio legale per numero di avvocati negli Stati Uniti e il 13° per profitti al mondo.
Inoltre, secondo una ricerca del 2017, almeno una dozzina di ex avvocati di Jones Day hanno ricevuto incarichi governativi durante la presidenza di Donald Trump, tra cui il consigliere della Casa Bianca Don McGahn.

## In Italia
Jones Day è presente in Italia dal 2001 con uno studio a Milano, in Via Turati.